# 5715 (ano hebraico)
5715 (hebraico: ה'תשט"ו) foi um ano hebraico correspondente ao período após o pôr do sol de 27 de setembro de 1954 até ao pôr do sol de 16 de setembro de 1955 do calendário gregoriano.
| Mês judaico | Calendário gregoriano                                                                   |
| ----------- | --------------------------------------------------------------------------------------- |
| Tishrei     | após o pôr do sol de 27 de setembro de 1954 até ao pôr do sol de 27 de outubro de 1954  |
| Cheshvan    | após o pôr do sol de 27 de outubro de 1954 até ao pôr do sol de 25 de novembro de 1954  |
| Kislev      | após o pôr do sol de 25 de novembro de 1954 até ao pôr do sol de 25 de dezembro de 1954 |
| Tevet       | após o pôr do sol de 25 de dezembro de 1954 até ao pôr do sol de 23 de janeiro de 1955  |
| Shevat      | após o pôr do sol de 23 de janeiro de 1955 até ao pôr do sol de 22 de fevereiro de 1955 |
| Adar        | após o pôr do sol de 22 de fevereiro de 1955 até ao pôr do sol de 23 de março de 1955   |
| Nissan      | após o pôr do sol de 23 de março de 1955 até ao pôr do sol de 22 de abril de 1955       |
| Iyyar       | após o pôr do sol de 22 de abril de 1955 até ao pôr do sol de 21 de maio de 1955        |
| Sivan       | após o pôr do sol de 21 de maio de 1955 até ao pôr do sol de 20 de junho de 1955        |
| Tammuz      | após o pôr do sol de 20 de junho de 1955 até ao pôr do sol de 19 de julho de 1955       |
| Av          | após o pôr do sol de 19 de julho de 1955 até ao pôr do sol de 18 de agosto de 1955      |
| Elul        | após o pôr do sol de 18 de agosto de 1955 até ao pôr do sol de 16 de setembro de 1955   |

## Dados sobre 5715
- Ano comum regular (kesidrah): 354 dias
- Cheshvan com 29 dias e Kislev com 30 dias
- Ciclo solar: 3º ano do 205º ciclo
- Ciclo lunar: 15º ano do 301º ciclo
- Ciclo Shmita: 3º ano
- Ma'aser Ani (dízimo para os pobres)

## Fatos históricos
- 1885º ano da destruição do Segundo Templo
- 7º ano do estabelecimento do Estado de Israel